# Botryosphaeria eucalypticola
Botryosphaeria eucalypticola är en svampart som beskrevs av Slippers, Crous & M.J. Wingf. 2004. Botryosphaeria eucalypticola ingår i släktet Botryosphaeria och familjen Botryosphaeriaceae.   Inga underarter finns listade i Catalogue of Life.